# Apostelfest
Als Apostelfeste oder Aposteltage bezeichnet man kirchliche Feste, die zum Andenken an sämtliche oder an einzelne Apostel gefeiert werden.

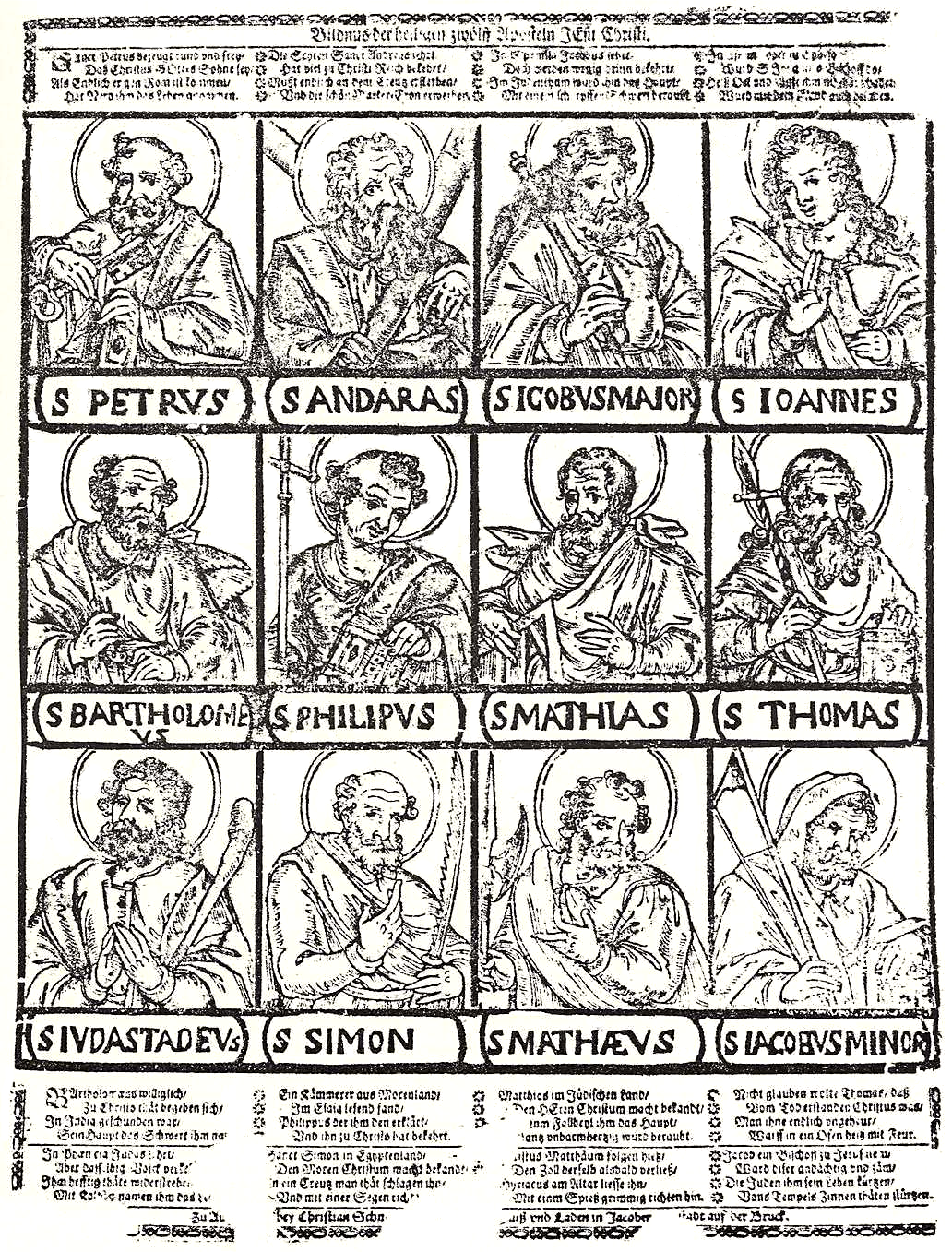
Die zwölf Apostel von Christian Schmid (17. Jhd.)

Gedächtnistage der einzelnen Apostel wurden in der Kirche mit der steigenden Heiligenverehrung allmählich eingeführt, wobei aber Petrus und Paulus (29. Juni), Philippus und Jakobus d. J. (1. Mai, römisch-katholisch am 3. Mai), Simon und Judas (28. Oktober) in der
abendländischen Kirche einen Tag gemeinsam erhielten.
Ein Fest aller Apostel, das die afrikanische Kirche feierte, versuchte Bonifacius IV. im Jahr 610 durchzusetzen; es ging aber im Allerheiligenfest unter, weshalb Bonifacius VIII. den Andreastag (30. November (Andreasnacht), georgisch 12. Mai) als Gedächtnistag aller Apostel zu feiern vorschrieb.
Weitere Aposteltage sind:
- Bekenntnis des Simon Petrus (18. Januar)
- Matthias (24. Februar, orthodox 9. August),
- Kathedra Petri (22. Februar, früher auch 18. Januar),
- Simon Zelotes (orthodox 10. Mai),
- Judas Thaddäus (armenisch 7. Juli und 21. Juli und 1. Dezember),
- Jakobus der Ältere (25. Juli, orthodox 30. April, koptisch 12. April, äthiopisch 28. Dezember),
- Zwölfbotentag (15. Juli), an diesem Tag trennten sich der Überlieferung nach die Apostel, um das Evangelium in der ganzen Welt zu verkünden
- St. Peter ad Vincula (1. August, orthodox 16. Januar)
- Bartholomäus (24. August (Bartholomäustag), orthodox 11. Juni, griech. 25. August),
- Matthäus (21. September, griech. 16. November),
- Jakobus der Jüngere (orthodox 9. Oktober),
- Philippus (katholisch in Russland 14. November, anglikanisch 1. Mai, orthodox 14. November und 31. Juli, koptisch 18. November, armenisch 17. November)
- Thomas (21. Dezember, katholisch seit 1970 3. Juli, griech. 6. Oktober),
- Johannes (27. Dezember (Fest des heiligen Apostels und Evangelisten Johannes), früher auch 6. Mai, orthodox 8. Oktober und 15. Mai).

Apostelfeste im weiteren Sinne sind die Gedenktage derer, die ebenfalls als Apostel bezeichnet werden. Dazu gehören u. a.:
- Pauli Bekehrung (25. Januar),
- Jakobus der Gerechte (3. Mai, evangl. 23. Oktober, orthodox auch Sonntag nach Weihnachten),
- Andronicus von Pannonien (17. Mai),
- Barnabas (11. Juni),
- Silas Silvanus (13. Juli, evangl. 26. Januar oder 10. Februar, orthodox 4. Januar und 30. Juli, armenisch 30. Juli und 9. April und 11. Oktober)
- Jesus Christus (Herrenfeste)

Die meisten Apostelfeste werden heute nur noch innerkirchlich begangen, auch in der Ostkirche nur von den Mönchen; die evangelische Kirche hat die Feier derselben ganz fallen lassen oder auf den nächst vorhergehenden oder nachfolgenden Sonntag verlegt.